# Eleição presidencial em Nevada em 2008
A eleição presidencial de 2008 no estado norte-americano do Nevada ocorreu em 4 de novembro de 2008, assim como em todos os 50 estados e o Distrito de Colúmbia. Os eleitores escolheram três representantes, além do presidente e vice-presidente. 
Nevada foi vencida pelo candidato democrata Barack Obama com uma margem de 12,5% sobre John McCain. Ambas as campanhas fizeram forte campanha no estado, embora Obama aparecia com vantagem nas pesquisas, mas John McCain, senador do Arizona estado vizinho, teve chances de vencer no estado. A imprensa calculou que Obama ganharia no estado, mas alguns ainda achavam que McCain iria vencer. Nas últimos quatro eleições presidenciais, a margem de vitória foi sempre abaixo de 5 pontos percentuais. George W. Bush venceu em Nevada duas vezes em 2000 e 2004, enquanto Bill Clinton ganhou em 1992 e 1996. Com o anti-republicanismo crescente em todo o país e o fato de que, pessoalmente, McCain quase não fez campanha em Nevada, Obama teve uma grande vitória no estado, recebendo 55,15% contra 42,65% de McCain. Foi a primeira vez desde 1988 que a margem de vitória foi acima de dois dígitos.

## Resultados por condados
| Condado     | McCain # | McCain % | Obama # | Obama % |
| ----------- | -------- | -------- | ------- | ------- |
| Carson City | 11.419   | 48%      | 11.622  | 49%     |
| Churchill   | 6.831    | 65%      | 3.494   | 33%     |
| Clark       | 256.401  | 40%      | 379.204 | 58%     |
| Douglas     | 14.645   | 57%      | 10.671  | 41%     |
| Elko        | 10.958   | 68%      | 4.537   | 28%     |
| Esmeralda   | 303      | 68%      | 104     | 23%     |
| Eureka      | 564      | 76%      | 144     | 19%     |
| Humboldt    | 3.584    | 63%      | 1.909   | 34%     |
| Lander      | 1.462    | 70%      | 574     | 27%     |
| Lincoln     | 1.498    | 71%      | 518     | 24%     |
| Lyon        | 12.154   | 58%      | 8.405   | 40%     |
| Mineral     | 1.131    | 49%      | 1.082   | 47%     |
| Nye         | 9.535    | 55%      | 7.223   | 41%     |
| Pershing    | 1.075    | 59%      | 673     | 37%     |
| Storey      | 1.245    | 52%      | 1.099   | 46%     |
| Washoe      | 76.743   | 43%      | 99.395  | 55%     |
| White Pine  | 2.440    | 63%      | 1.230   | 32%     |